# Same Old Song and Dance
A Same Old Song and Dance az amerikai Aerosmith együttes dala, amely az 1974-ben kiadott Get Your Wings albumon szerepelt. A kislemez 1974. március 19-én jelent meg a Columbia gondozásában. A lemez B oldalára a Pandora's Box című szerzemény került fel. A dalt Steven Tyler énekes és Joe Perry gitáros írta meg. A megjelenése utáni időkben ezt a dalukat játszották a legtöbbet a rock-rádiók, valamint a koncertprogramban is az egyik legtöbbet szereplő dallá vált. A kislemez a Billboard Hot 100 lista 54. helyére került.
A szám nyitóriffjét Perry találta ki egy kanapén heverészve. A számban elhangzó Got you with the cocaine, found with your gun sorokat a kislemezes kiadásra You shady looking loser, you played with my gunra írták át. A szám szövegét szinkronban énekli Tyler a fő riffel, míg a közepén egy derűs gitárpárbaj hallható Joe Perry és Brad Whitford között. A szerzeményben fúvos hangszerek is felhangzanak, amelyeket az Elephant's Memoryban is megfordult Stan Bronstein játszott fel, a Michael Brecker és Randy Brecker testvérpáros mellett.
A Same Old Song and Dance a rajongók egyik kedvenc szerzeménye, amelyet ennek megfelelően gyakran ad elő az együttes a koncerteken. Az előadások alkalmával általában dzsemmeléssel kiegészítve, hosszabban adják elő a szerzeményt. Ilyenkor a vége felé, Tom Hamilton egy basszusgitárszólót szokott előadni, míg Tyler a scat elnevezésű improvizációs énektechnikát szokta alkalmazni. Ez az elsősorban dzsesszzenében használatos technika fő ismérve, hogy a szótagokat, hangzókat az énekes gyorsan, szóértelem nélkül fűzi össze.
A dal már számos Aerosmith válogatásalbumra felkerült, így helyet kapott az 1980-ban megjelent Greatest Hits, az 1991-es Pandora's Box, a 2002-es O, Yeah! Ultimate Aerosmith Hits kiadványokon. A dal szerepelt az olyan koncertlemezeken is, mint a Classics Live II (1987), a A Little South of Sanity (1998) a Rockin' the Joint (2005), valamint a 2004-ben kiadott You Gotta Move DVD-n is helyet kapott. Erre a dalra hivatkozott a  Twisted Sister együttes, amikor megírta az Under the Blade lemezükön szereplő What You Don't Know című számot.
A dalt el lehet játszani a Guitar Hero III: Legends of Rock című videójátékban.